# 乾州
乾州（けんしゅう）は、中国にかつて存在した州。唐代から民国初年にかけて、現在の陝西省咸陽市南西部に設置された。

## 概要
894年（乾寧元年）、唐により雍州奉天県に乾州が置かれ、関内道に属した。
1072年（熙寧5年）、北宋により乾州は廃止された。1117年（政和7年）、京兆府奉天県に醴州が置かれた。醴州は永興軍路に属し、奉天・醴泉・武功・永寿・好畤の5県を管轄した。
1151年（天徳3年）、金により醴州は乾州と改称された。乾州は京兆府路に属し、奉天・醴泉・武亭・好畤の4県と薛禄・甘北・長寧の3鎮を管轄した。
元のとき、乾州は奉元路に属し、醴泉・武功・永寿の3県を管轄した。
明のとき、乾州は西安府に属し、武功・永寿の2県を管轄した。
1725年（雍正3年）、清により乾州は直隷州に昇格した。乾州直隷州は陝西省に属し、武功・永寿の2県を管轄した。
1912年、中華民国により乾州直隷州は廃止され、乾県と改められた。